# نمک بودار

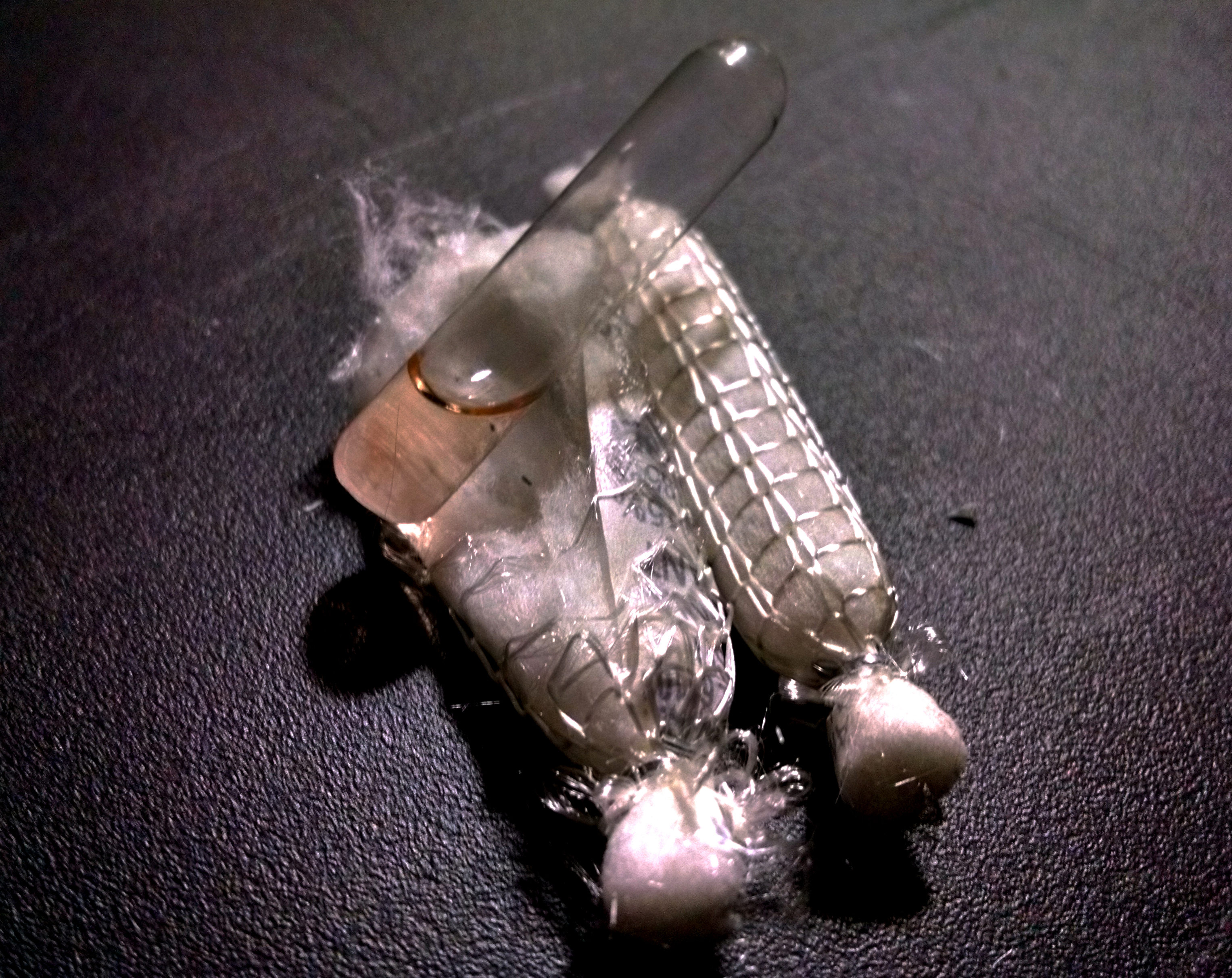
دو کپسول نمک بودار از جعبه کمکهای اولیه. تیوب شیشه‌ای داخلی حاوی الکل و آمونیاک است و لایه بیرونی توری و کتان. هنگام شکستن مایع وارد کتان شده و خرده شیشه‌ها داخلش باقی می‌مانند. کتان آغشته به آمونیاک را برای درمان غش در جلوی بینی تکان می‌دهند.

نمک بودار (به انگلیسی: Smelling salts) یا نمک معطر یا دوای‌ استشمامی‌ یا کربنات آمونیوم معطر یا ملح خوشبو ماده‌ای شیمیایی است که در پزشکی برای تحریک هشیاری به کار می‌رود.